# Rio Cetatea Melcului
O Rio Cetatea Melcului é um rio da Romênia, afluente do Ciudion, localizado no distrito de Covasna.